# Cmentarz żydowski w Józefowie nad Wisłą
Cmentarz żydowski w Józefowie nad Wisłą – kirkut społeczności żydowskiej niegdyś zamieszkującej Józefów nad Wisłą. Powstał w XVIII wieku. Ma powierzchnię 1,3 ha. Znajduje się w południowo-wschodniej części miejscowości. Został zniszczony podczas II wojny światowej. Obecnie na nieogrodzonym terenie zachowało się kilkadziesiąt fragmentów rozbitych nagrobków.